# Walter Marty
Walter Marty (ur. 15 sierpnia 1910, zm. 24 kwietnia 1995) – amerykański lekkoatleta specjalizujący się w skoku wzwyż.
W czasie swojej kariery trzykrotnie zdobył medale mistrzostw Stanów Zjednoczonych w skoku wzwyż: złoty (1934) oraz dwa srebrne (1931, 1933). W latach 1932 i 1936 dwukrotnie startował w eliminacjach przedolimpijskich, w obu przypadkach zajmując IV miejsca i nie kwalifikując się do reprezentacji na igrzyska w Los Angeles i Berlinie. W 1934 r. zwyciężył (wspólnie z George’em Spitzem) w mistrzostwach National Collegiate Athletic Association. Był dwukrotnym rekordzistą świata, pierwszy rekord ustanowił 13 maja 1933 r. we Fresno, pokonując poprzeczkę na wysokości 2,04. Wynik ten poprawił 28 kwietnia 1934 r. w Palo Alto, skacząc 2,06. Rekord ten został pobity 12 lipca 1936 r. przez dwóch amerykańskich skoczków: Davida Albrittona oraz Corneliusa Johnsona.